# Trypanosyllis tenella
Trypanosyllis tenella är en ringmaskart som beskrevs av Addison Emery Verrill 1900. Trypanosyllis tenella ingår i släktet Trypanosyllis och familjen Syllidae. Inga underarter finns listade i Catalogue of Life.